# Mit dem Tod um die Wette
Mit dem Tod um die Wette (Originaltitel: Straightaway) ist ein US-amerikanischer Kriminalfilm aus dem Jahr 1933 von Otto Brower mit Tim McCoy und Sue Carol in den Hauptrollen.

## Handlung
Der Rennfahrer und Champion Tim Dawson wird von seinem Arbeitgeber, dem Rennwagenhersteller Turnberg, unter Druck gesetzt. Er soll den Sohn des Direktors ein wichtiges Rennen in Altoona gewinnen zu lassen. Da Tim sich weigert und weiterhin den Sohn besiegt, werden er und sein Bruder Billy gefeuert. Billy ist Tims Mechaniker, den er zum Fahrer ausbildet. 
Turnbergs Hauptkonkurrent Pop Reeves entdeckt, dass Turnberg seinen Spitzenfahrer Rogan bestochen hat, damit er verliert. Nachdem er Rogan entlassen hat, stellt Pop Tim und Billy ein, sehr zur Freude seiner Tochter Ann, die in Tim verliebt ist. Pop stellt den Bau eines neuen Rennwagens fertig, Tim besteht darauf, dass Billy ihn fährt. Billy hat von Tims Nachhilfe profitiert und wird schnell als „Wunderknabe“ bekannt. Tim ist zufrieden damit, Billy den ganzen Ruhm zu überlassen, doch es kommt zu Komplikationen, weil Billy sich in Ann verliebt.  Billy macht Ann einen Heiratsantrag, aber sie lehnt ab. Er hört zu, wie sie versucht, Tim einen Heiratsantrag zu machen. Der verbitterte Billy ist das Hauptziel für Rogan, der von Turnberg beauftragt wurde, die Siegesserie der Dawson-Brüder zu beenden. In der Nacht vor einem Rennen in Elgin versucht Rogan, Billy betrunken zu machen, wird aber von Tim daran gehindert. 
Am nächsten Tag beginnt Billy, der Tims Einmischung immer noch übel nimmt, das Rennen. Rogan beabsichtigt, Billy von der Strecke zu drängen und ihn bei einem scheinbaren Unfall zu töten, aber Tim wird schnell auf den Plan aufmerksam und warnt Billy, verursacht jedoch unabsichtlich einen Unfall Rogans. Der tödlich verletzte Rogan beschuldigt Tim, versucht zu haben, ihn umzubringen. Ein Unfallermittler wird von Turnberg bestochen, um Druck auf Tim auszuüben. Der Ermittler droht, Tim wegen Totschlags zu verhaften, wenn er Billy nicht davon abhält, in Indianapolis zu gewinnen. Tim weigert sich, aber Billy hört die Drohung und fährt absichtlich langsam. Als Billy einen Boxenstopp einlegt, springt Tim in das Auto neben ihm und zwingt seinen Bruder, wie der Champion zu fahren, der er ist. Nachdem Billy das Rennen gewonnen hat, zeigt Ann ein Geständnis über die Verschwörung, das sie von Rogans Mechaniker erhalten hat. Nachdem Tim freigesprochen und Billy als Fahrer anerkannt wurde, können Tim und Ann heiraten.

## Hintergrund
Gedreht wurde der Film vom 23. Oktober bis zum 2. November 1933. Am 22. Dezember 1933 kam er in die US-Kinos.

## Kritiken
Die Variety beschrieb den Film als ambitioniert aber zu dürftig. Letztendlich sei er der übliche Rennfilm mit den üblichen Inhalten, jedoch ohne richtige Wirkung.